# Lee Seung-yeop
Dans ce nom coréen, le nom de famille, Lee, précède le nom personnel.
Pour les articles homonymes, voir Lee.
Lee Seung-yeop (né le 11 octobre 1976 à Daegu, Corée du Sud) est un ancien joueur sud-coréen de baseball. Il est surnommé le Roi Lion par les Coréens et Seung-Tzang (lit. Monsieur Seung-Yeop) par les Japonais. Il a joué au Japon de 2004 à 2011.
Il a obtenu la médaille d'or de baseball lors des Jeux asiatiques 2002 à Pusan, la médaille de bronze de baseball lors des jeux olympiques 2000 à Sydney et la médaille d'or de baseball lors des jeux olympiques 2008 à Pékin.
Il a obtenu la 3e place à la Classique mondiale de baseball 2006.

## Statistiques de joueur
| Saison                    | Âge                       | Équipe                    | Ligue                     | Jeux | AB   | R    | H    | 2B  | 3B | HR  | RBI  | SB | CS | BB  | SO   | AVE   | OBP   | SLG   | BA   | SH | SF | HBP | GDP |
| ------------------------- | ------------------------- | ------------------------- | ------------------------- | ---- | ---- | ---- | ---- | --- | -- | --- | ---- | -- | -- | --- | ---- | ----- | ----- | ----- | ---- | -- | -- | --- | --- |
| 1995                      | 19                        | Samsung Lions             | LCB                       | 121  | 365  | 55   | 104  | 29  | 1  | 13  | 73   | 0  | 3  | 33  | 54   | 0.285 | 0.345 | 0.477 | 174  | 0  | 9  | 4   | 4   |
| 1996                      | 20                        | Samsung Lions             | LCB                       | 122  | 459  | 57   | 139  | 32  | 6  | 9   | 76   | 4  | 1  | 34  | 42   | 0.303 | 0.354 | 0.458 | 210  | 4  | 6  | 5   | 10  |
| 1997                      | 21                        | Samsung Lions             | LCB                       | 126  | 517  | 96   | 170  | 37  | 3  | 32  | 114  | 5  | 2  | 49  | 79   | 0.329 | 0.391 | 0.598 | 309  | 5  | 5  | 6   | 10  |
| 1998                      | 22                        | Samsung Lions             | LCB                       | 126  | 477  | 100  | 146  | 32  | 2  | 38  | 102  | 0  | 2  | 78  | 97   | 0.306 | 0.404 | 0.621 | 296  | 0  | 8  | 5   | 4   |
| 1999                      | 23                        | Samsung Lions             | LCB                       | 132  | 486  | 128  | 157  | 33  | 2  | 54  | 123  | 10 | 2  | 112 | 114  | 0.323 | 0.458 | 0.733 | 356  | 10 | 4  | 12  | 7   |
| 2000                      | 24                        | Samsung Lions             | LCB                       | 125  | 454  | 108  | 133  | 33  | 0  | 36  | 95   | 4  | 5  | 80  | 113  | 0.293 | 0.404 | 0.604 | 274  | 4  | 3  | 7   | 5   |
| 2001                      | 25                        | Samsung Lions             | LCB                       | 127  | 463  | 101  | 128  | 31  | 2  | 39  | 95   | 4  | 2  | 96  | 130  | 0.276 | 0.412 | 0.605 | 280  | 4  | 3  | 12  | 6   |
| 2002                      | 26                        | Samsung Lions             | LCB                       | 133  | 511  | 123  | 165  | 42  | 2  | 47  | 126  | 1  | 2  | 89  | 109  | 0.323 | 0.436 | 0.689 | 352  | 1  | 2  | 15  | 11  |
| 2003                      | 27                        | Samsung Lions             | LCB                       | 131  | 479  | 115  | 144  | 23  | 0  | 56  | 144  | 7  | 0  | 101 | 89   | 0.301 | 0.428 | 0.699 | 335  | 7  | 6  | 10  | 11  |
| Totaux de la Corée du Sud | Totaux de la Corée du Sud | Totaux de la Corée du Sud | Totaux de la Corée du Sud | 1143 | 4211 | 883  | 1286 | 292 | 18 | 324 | 948  | 35 | 19 | 672 | 827  | 0.305 | 0.410 | 0.614 | 2586 | 35 | 46 | 76  | 68  |
| 2004                      | 28                        | Chiba                     | LJB                       | 100  | 333  | 50   | 80   | 20  | 4  | 14  | 50   | 1  | 2  | 42  | 88   | 0.240 | 0.328 | 0.450 | 150  | 1  | 3  | 3   | 6   |
| 2005                      | 29                        | Chiba                     | LJB                       | 117  | 408  | 64   | 106  | 25  | 2  | 30  | 82   | 5  | 4  | 33  | 79   | 0.260 | 0.315 | 0.551 | 225  | 0  | 3  | 1   | 9   |
| 2006                      | 30                        | Yomiuri                   | LJB                       | 143  | 524  | 101  | 169  | 30  | 0  | 41  | 108  | 5  | 1  | 56  | 126  | 0.323 | 0.389 | 0.615 | 322  | 0  | 7  | 5   | 5   |
| 2007                      | 31                        | Yomiuri                   | LJB                       | 137  | 541  | 84   | 148  | 29  | 2  | 30  | 74   | 4  | 3  | 38  | 119  | 0.274 | 0.322 | 0.501 | 271  | 2  | 1  | 1   | 8   |
| 2008                      | 32                        | Yomiuri                   | LJB                       | 45   | 153  | 21   | 38   | 4   | 0  | 8   | 27   | 1  | 0  | 11  | 37   | 0.248 | 0.324 | 0.431 | 66   | 0  | 0  | 6   | 3   |
| 2009                      | 33                        | Yomiuri                   | LJB                       | 77   | 223  | 33   | 51   | 9   | 0  | 16  | 36   | 1  | 2  | 28  | 65   | 0.229 | 0.327 | 0.484 | 108  | 0  | 1  | 5   | 1   |
| Totaux du Japon           | Totaux du Japon           | Totaux du Japon           | Totaux du Japon           | 619  | 2182 | 353  | 592  | 117 | 8  | 139 | 377  | 17 | 12 | 208 | 514  | 0.271 | 0.338 | 0.523 | 1142 | 3  | 15 | 21  | 32  |
| Total carrera             | Total carrera             | Total carrera             | Total carrera             | 1762 | 6393 | 1236 | 1878 | 409 | 26 | 463 | 1325 | 52 | 31 | 880 | 1341 | 0.294 | 0.385 | 0.583 | 3728 | 38 | 61 | 97  | 100 |